# Heliconia foreroi
Heliconia foreroi är en enhjärtbladig växtart som beskrevs av Abalo och G.Morales. Heliconia foreroi ingår i släktet Heliconia och familjen Heliconiaceae. Inga underarter finns listade.